# Anak Ka ng Ina Mo
Anak Ka ng Ina Mo, noto anche col titolo internazionale Your Mother's Son, è un film del 2023 diretto da Jun Robles Lana.

## Trama
Il legame tra una madre single e suo figlio viene messo a dura prova quando la donna fa entrare in casa uno dei suoi studenti, confondendo la linea tra vita privata e professionale.